# Mecánica hamiltoniana

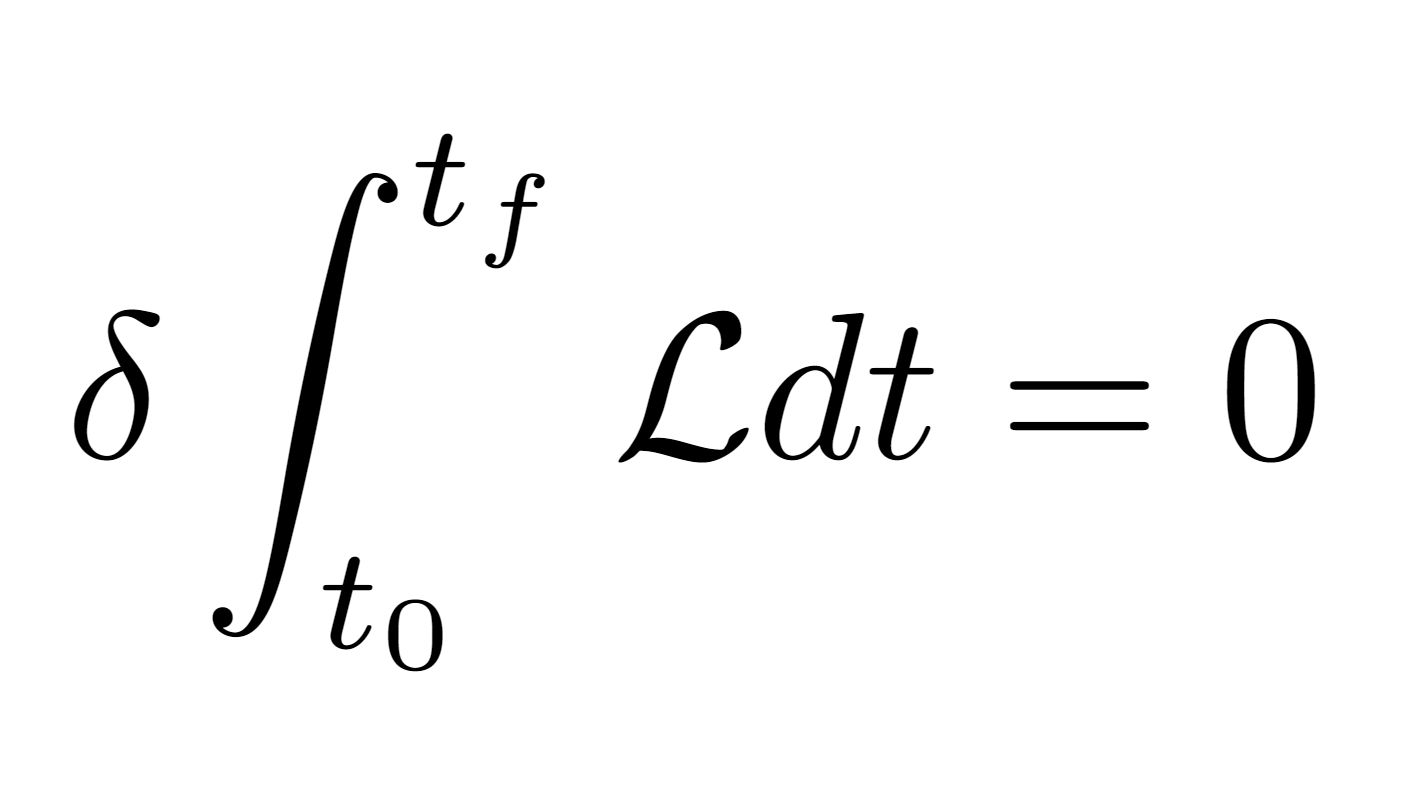
Principio de la mínima acción.

La mecánica hamiltoniana fue formulada en 1833 por William R. Hamilton. Como la mecánica lagrangiana, es una reformulación de la mecánica clásica. La mecánica hamiltoniana puede ser formulada por sí misma, usando los espacios simplécticos, sin referir a cualquiera de los conceptos anteriores de fuerza o de la mecánica lagrangiana. Vea la sección en su formulación matemática para esto. Para la primera parte de este artículo, mostraremos cómo surge históricamente del estudio de la mecánica lagrangiana.

## Mecánica hamiltoniana básica

### Relación entre mecánica hamiltoniana y mecánica lagrangiana
En mecánica lagrangiana, las ecuaciones del movimiento son un sistema de ecuaciones diferenciales de segundo orden, dependientes de las coordenadas generalizadas {\displaystyle \mathbf {q} =(q_{1},\dots ,q_{N})} y de las velocidades generalizadas {\displaystyle \mathbf {\dot {q}} =({\dot {q}}_{1},\dots ,{\dot {q}}_{N})}.
Las ecuaciones del movimiento en mecánica lagrangiana se conocen como ecuaciones de Euler-Lagrange y se construyen a partir de una función L, llamada lagrangiano, que es igual a la energía cinética menos la energía potencial. Cuando se usan coordenadas cartesianas en sistemas de referencia inerciales, las ecuaciones de Euler-Lagrange se reducen a la segunda ley de Newton. Aunque su forma en un sistema de referencia general con coordenadas generalizadas {\displaystyle (q_{1},...,q_{N};{\dot {q}}_{1},...,{\dot {q}}_{N})} es:

{\displaystyle {\frac {d}{dt}}\left({\frac {\partial L(q_{i}(t),{\dot {q}}_{i}(t),t)}{\partial {\dot {q}}_{i}}}\right)-{\frac {\partial L(q_{i}(t),{\dot {q}}_{i}(t),t)}{\partial q_{i}}}=0}

La mecánica hamiltoniana es un enfoque básicamente equivalente al anterior, donde las ecuaciones del movimiento vienen dadas por un sistema de ecuaciones diferenciales ordinarias de primer orden, que se escriben en función de una función H llamada hamiltoniano (que en ciertos casos puede interpretarse como la energía total del sistema, es decir, la suma de energía cinética y energía potencial).
Esta reducción del orden del sistema se logra substituyendo variables de las velocidades generalizadas por unas variables abstractas de momentum (también conocidas como momentos conjugados). Así por cada velocidad generalizada, hay un momento conjugado correspondiente, definido como:

{\displaystyle p_{i}={\partial L \over \partial {\dot {q}}_{i}}}

Si el potencial asociado al lagrangiano no depende explícitamente de la velocidad, el momento conjugado corresponde al momento usual, utilizado en mecánica Newtoniana. Invirtiendo este sistema de ecuaciones se obtienen las velocidades generalizadas en términos de los momentos generalizados, paso necesario para obtener el Hamiltoniano usando transformadas de Legendre. En coordenadas polares, el momento generalizado que corresponde a la velocidad angular es el momento angular físico. Para una elección arbitraria de coordenadas generalizadas, puede no ser posible obtener una interpretación intuitiva de los momentos conjugados.
El hamiltoniano es la transformación de Legendre del lagrangiano:

(1){\displaystyle H\left(\mathbf {q} ,\mathbf {p} ,t\right)=\sum _{i}{\dot {q_{i}}}p_{i}-L(q_{j},{\dot {q_{j}}},t)}

Las velocidades generalizadas son tomadas como funciones de los momentos generalizados. Si las ecuaciones de la transformación que definen las coordenadas generalizadas son independientes de t, puede ser demostrado que H es igual a la energía total E = T + V.

### Ecuaciones canónicas de Hamilton
Calculando la diferencial exterior de cada uno de los miembros de la ecuación (1) que define H, se tiene la igualdad de formas pfaffianas:

{\displaystyle {\begin{matrix}dH&=&\sum _{i}\left[\left({\partial H \over \partial q_{i}}\right)dq_{i}+\left({\partial H \over \partial p_{i}}\right)dp_{i}+\left({\partial H \over \partial t}\right)dt\right]\qquad \qquad \quad \quad \\\\&=&\sum _{i}\left[{\dot {q_{i}}}dp_{i}+p_{i}d{\dot {q_{i}}}-\left({\partial L \over \partial q_{i}}\right)dq_{i}-\left({\partial L \over \partial {\dot {q_{i}}}}\right)d{\dot {q_{i}}}-\left({\partial L \over \partial t}\right)dt\right].\end{matrix}}}

Substituyendo la definición anterior de los momentos conjugados en esta ecuación, utilizando la ecuación de Lagrange y emparejando coeficientes, obtenemos las ecuaciones del movimiento de la mecánica hamiltoniana, conocido como las ecuaciones canónicas de Hamilton:

(2){\displaystyle {\partial H \over \partial q_{j}}=-{\dot {p_{j}}},\qquad {\partial H \over \partial p_{j}}={\dot {q_{j}}},\qquad {dH \over dt}=-{\partial L \over \partial t}.}

### Ventajas de la mecánica hamiltoniana
Las ecuaciones de Hamilton son ecuaciones de primer orden, y por tanto más fáciles de resolver que las ecuaciones de Lagrange, que son de segundo orden. Lo más costoso de trabajar con el enfoque hamiltoniano es buscar los momentos conjugados de las coordenadas generalizadas, y reexpresar las velocidades en términos de estos momentos conjugados para construir el hamiltoniano.
Aunque en ocasiones, puede haber poco ahorro de trabajo en solucionar un problema con el enfoque hamiltoniano respecto al enfoque lagrangiano ya que, en última instancia, se producirá la misma solución que la mecánica lagrangiana y las leyes de Newton del movimiento. Sin embargo existen ventajas adicionales:
- El enfoque hamiltoniano es el que proporciona la base para resultados más profundos en la teoría de la mecánica clásica. En concreto la mecánica hamiltoniana permite introducir el formalismo del espacio de fases que es una estructura o variedad simpléctica sobre el fibrado cotangente del espacio de configuración.
- La estructura de las trayectorias, así como la existencia de integrales de movimiento es mucho más sencilla: basta comprobar el que paréntesis de Poisson con el hamiltoniano se anule. Ambos resultados se reflejan en el teorema de integrabilidad de Liouville.
- El conjunto de transformaciones que dejan invariantes las ecuaciones de Hamilton, llamadas transformaciones canónicas son una clase de cambios de coordenadas mucho más amplia que la que existe en mecánica lagrangiana. En mecánica lagrangiana cualquier cambio de coordenadas de la forma:

{\displaystyle {\bar {\mathbf {q} }}=f(\mathbf {q} ,t)}

Deja invariantes las ecuaciones de Euler-Lagrange, en cambio en mecánica hamiltoniana existen transformaciones del tipo:

{\displaystyle {\bar {\mathbf {q} }}=f(\mathbf {p} ,\mathbf {q} ,t)\qquad {\bar {\mathbf {p} }}=f(\mathbf {p} ,\mathbf {q} ,t)}

Esto es importante ya que en muchos problemas mecánicos los cambios de coordenadas se usan para dejar las ecuaciones del movimiento en una forma algebraica más sencilla de integrar.

### Corchete de Poisson
El corchete de Poisson, en coordenadas canónicas, está definido como:

(4){\displaystyle [F,G]=\sum _{i}\left[{\frac {\partial F}{\partial q_{i}}}{\frac {\partial G}{\partial p_{i}}}-{\frac {\partial F}{\partial p_{i}}}{\frac {\partial G}{\partial q_{i}}}\right]}

Puede verse que formalmente el corchete de Poisson es una aplicación del espacio de funciones definidas sobre el espacio fásico:

{\displaystyle [,]:{\mathcal {F}}(\Gamma )\times {\mathcal {F}}(\Gamma )\to {\mathcal {F}}(\Gamma )}

Esta aplicación tiene las siguientes propiedades:
1. {\displaystyle [X,X]=0\;}
2. {\displaystyle [X,Y]=-[Y,X]\;} (propiedad de antisimetría)
3. {\displaystyle [X,C]=0\quad {\mbox{con}}\quad C={\mbox{cte.}}\;}
4. {\displaystyle [\alpha X+\beta Y,Z]=\alpha [X,Z]+\beta [Y,Z]\;} (bilinealidad)
5. {\displaystyle [[X,Y],Z]+[[Z,X],Y]+[[Y,Z],X]=0\;} (identidad de Jacobi)
6. {\displaystyle dX/dt=[X,H]\;}

para cualquier {\displaystyle X,Y,Z\in {\mathcal {F}}} y para cualquier {\displaystyle \alpha ,\beta \in \mathbb {R} }.

### Transformaciones canónicas
Una transformación canónica es un cambio de coordenadas {\displaystyle (p,q)\to (P,Q)\;} en el espacio fásico, tal que en las nuevas coordenadas las ecuaciones de Hamilton para la evolución temporal siguen conservando la forma canónica. La posibilidad de realizar transformaciones canónicas son una de las grandes ventajas de la mecánica hamiltoniana a la hora de integrar las ecuaciones de movimiento. El uso de las transformaciones canónicas también es importante en el enfoque de la mecánica clásica basado en la ecuación de Hamilton-Jacobi.

### Teorema de Liouville
Consideremos una región del espacio fásico que evoluciona con el tiempo al desplazarse sobre su trayectoria cada uno de sus puntos se transforma al cabo del tiempo en una región de forma diferente ubicada, además, en otra parte del espacio fásico. El teorema de Liouville demuestra que a pesar de la traslación y el cambio de forma el "volumen" total de dicha región permanecerá invariante. Además debido a la continuidad de la evolución temporal si la región es conexa inicialmente seguirá siendo conexa todo el tiempo.
La invariancia del volumen puede probarse de manera relativamente sencilla usando que la propia evolución temporal puede verse como una transformación canónica, y dado que estas preservan el volumen se sigue el teorema de Liouville para la evolución temporal.

## Mecánica hamiltoniana avanzada
La mecánica hamiltoniana admite una formulación muy elegante en el lenguaje de la geometría diferencial. En esta formulación abstracta se construye una variedad simpléctica {\displaystyle ({\mathcal {M}},\omega )} que de hecho es el espacio fásico dotado de una estructura topológica conveniente. El objeto {\displaystyle \omega \;} es una 2-forma cerrada y no degenerada que permitirá definir el corchete de Poisson del sistema (y también el álgebra de Poisson del sistema). Esta 2-forma permite construir además una biyección entre el espacio vectorial tangente y el espacio cotangente de 1-formas de la variedad simpléctica:

{\displaystyle {\begin{matrix}T{\mathcal {M}}&\to &T^{*}{\mathcal {M}}\\\mathbf {v} &\to &i_{\mathbf {v} }\omega =\omega (\mathbf {v} ,\cdot )\end{matrix}}}

Un sistema hamiltoniano viene descrito por una tripleta {\displaystyle ({\mathcal {M}},\omega ,{\hat {H}})} donde {\displaystyle {\hat {H}}} es una función diferenciable, llamada hamiltoniano, definida sobre {\displaystyle {\mathcal {M}}}, las ecuaciones de Hamilton se representan simplemente como:

(5){\displaystyle i_{\mathbf {v} }\omega =\mathrm {d} {\hat {H}}}

Donde {\displaystyle \mathrm {d} \;} es la derivada exterior. Para ver la relación entre esta última ecuación y las ecuaciones canónicas de Hamilton (2) podemos considerar una carta local {\displaystyle \phi :{\mathcal {M}}\to \mathbb {R} ^{2n}} que defina un conjunto de coordenadas canónicamente conjugadas tal como establece el Teorema de Darboux, podemos escribir en esas coordenadas:

{\displaystyle \mathbf {v} |_{\phi }={\begin{bmatrix}{\dot {p}}_{1}\\\dots \\{\dot {p}}_{N}\\{\dot {q}}_{1}\\\dots \\{\dot {q}}_{N}\\\end{bmatrix}}\qquad \mathbf {\hat {H}} |_{\phi }^{T}={\begin{bmatrix}{\frac {\partial H}{\partial p_{1}}}\\\dots \\{\frac {\partial H}{\partial p_{N}}}\\{\frac {\partial H}{\partial q_{1}}}\\\dots \\{\frac {\partial H}{\partial q_{N}}}\\\end{bmatrix}}\qquad \omega |_{\phi }={\begin{bmatrix}0&\dots &0&-1&\dots &0\\\dots &\dots &\dots &\dots &\dots &\dots \\0&\dots &0&0&\dots &-1\\1&\dots &0&0&\dots &0\\\dots &\dots &\dots &\dots &\dots &\dots \\0&\dots &1&0&\dots &0\\\end{bmatrix}}}

Y por tanto:

{\displaystyle i_{\mathbf {v} }\omega |_{p}hi=\mathrm {d} {\hat {H}}|_{\phi }\Rightarrow {\begin{bmatrix}{\dot {p}}_{1}\\\dots \\{\dot {p}}_{N}\\{\dot {q}}_{1}\\\dots \\{\dot {q}}_{N}\\\end{bmatrix}}={\begin{bmatrix}0&\dots &0&-1&\dots &0\\\dots &\dots &\dots &\dots &\dots &\dots \\0&\dots &0&0&\dots &-1\\1&\dots &0&0&\dots &0\\\dots &\dots &\dots &\dots &\dots &\dots \\0&\dots &1&0&\dots &0\end{bmatrix}}{\begin{bmatrix}{\frac {\partial H}{\partial q_{1}}}\\\dots \\{\frac {\partial H}{\partial q_{N}}}\\{\frac {\partial H}{\partial p_{1}}}\\\dots \\{\frac {\partial H}{\partial p_{N}}}\end{bmatrix}}\Rightarrow {\begin{cases}{\dot {p}}_{i}=-{\cfrac {\partial H}{\partial q_{i}}}\\{\dot {q}}_{i}=+{\cfrac {\partial H}{\partial p_{i}}}\end{cases}}}

### Flujo hamiltoniano
La función diferenciable {\displaystyle {\hat {H}}} a través de la ecuación (5) un campo vectorial continuo sobre toda la variedad simpléctica. Las curvas integrales de este campo vectorial son las trayectorias de las partículas a lo largo del espacio fásico. Esas curvas definen una foliación unidimensional o flujo hamiltoniano sobre la variedad. De hecho para cada intervalo de tiempo s se puede definir una aplicación:

{\displaystyle U_{s}(p(t),q(t))=(p(t+s),q(t+s))\;}

De hecho la anterior aplicación es una transformación canónica o simplectomorfismo. El conjunto {\displaystyle \{U_{s}:{\mathcal {M}}\to {\mathcal {M}}|s\in \mathbb {R} \}} de todas las aplicaciones anteriores constituye un grupo uniparamétrico de simplectomorfismos. Si consideramos cualquier magnitud física definida como una función diferenciable sobre la variedad simpléctica, su variación a lo largo de una trayectoria, viene dada por la siguiente derivada temporal:

{\displaystyle {\frac {d}{dt}}f=\{f,{\hat {H}}\}=-(i_{{\tilde {\omega }}(\mathrm {d} H)}\omega )(\mathrm {d} f)}

Tal como se demuestra más adelante. De hecho en mecánica estadística se usan distribuciones de probabilidad sobre el espacio fásico. Fijada una distribución ρ esta en general "evolucionará" con el tiempo según la ley:

(6){\displaystyle {\frac {d\rho }{dt}}=-\{\rho ,{\hat {H}}\}.}

Esta última expresión se llama ecuación de Liouville, en particular una distribución tal que el corchete de Poisson con el hamiltoniano se anule se llama distribución estacionaria.
Cada función diferenciable G, sobre la variedad simpléctica genera una familia uniparamétrica de simplectomorfismos y si {G, H}=0, entonces G se conserva y los simplectomorfismos son transformaciones de simetría.

### Álgebra de Poisson
A su vez el corchete de Poisson se expresa de modo muy simple en términos de la función inversa de {\displaystyle i_{(\cdot )}\omega } denotada mediante {\displaystyle {\tilde {\omega }}}:

{\displaystyle [F,G]=(i_{{\tilde {\omega }}(\mathrm {d} F)}\omega )(\mathrm {d} G)\;}

Hay otra generalización que podemos hacer. En vez simplemente de mirar el álgebra de funciones diferenciables sobre una variedad simpléctica, la mecánica hamiltoniana se puede formular como un álgebra de Poisson real unital comutativa general.
En esta formulación alternativa un estado es una funcional lineal continua en el álgebra de Poisson {\displaystyle {\mathcal {A}}}, equipada de alguna estructura topológica conveniente. Las álgebras de Poisson son importantes en el estudio de grupos cuánticos usados en la teoría cuántica de campos conforme, algunos modelos de cuantización de espacio-tiempo, etc.